# Richard Linnehan
Richard Michael Linnehan (født 19. september 1957) er en NASA-astronaut, og har indtil videre fløjet fire rumfærgemissioner STS-78, STS-90, STS-109 og STS-123. Han har i alt udført 6 rumvandringer.